# Eugorgia bradleyi
Eugorgia bradleyi is een zachte koraalsoort uit de familie Gorgoniidae. De koraalsoort komt uit het geslacht Eugorgia. Eugorgia bradleyi werd in 1868 voor het eerst wetenschappelijk beschreven door Verrill. 